# Södermanlands runinskrifter 4
Södermanlands runinskrifter 4 är ett försvunnet vikingatida runstensfragment som funnits i Vänga, Björnlunda socken och Gnesta kommun. Fragmentet utgör den övre delen av en runsten och är 57 centimeter högt och 47 centimeter brett. Sö 4 har varit försvunnen åtminstone sedan 1800-talets slut.

## Inskriften
Translitterering av runraden:
[... ...tain : þinsa : at : suain t...]
Normalisering till runsvenska:
... [s]tæin þennsa at Svæin ...
Översättning till nusvenska:
... denna sten efter Sven ...